# Spannungen

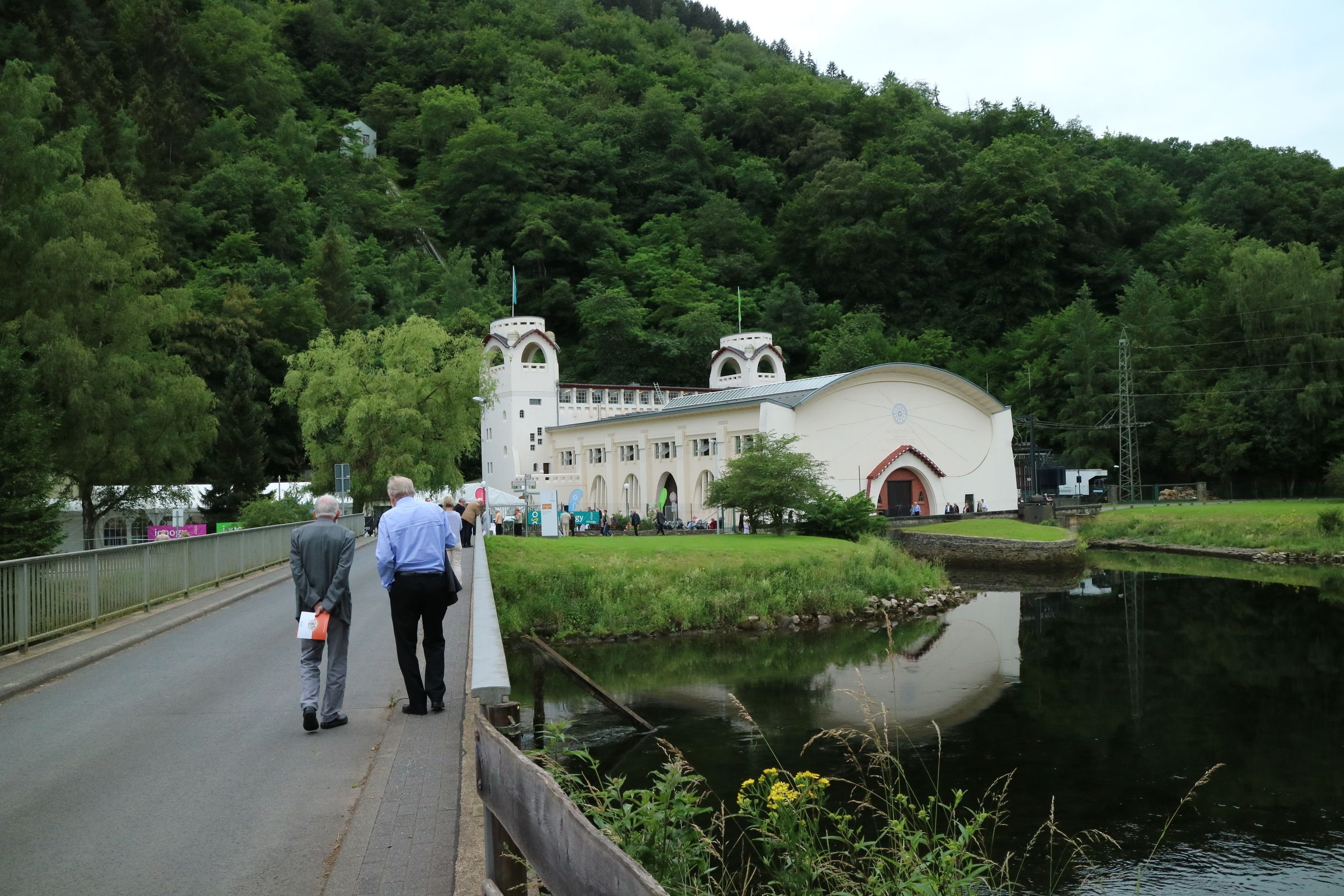
Der Festivalort: Wasserkraftwerk Heimbach

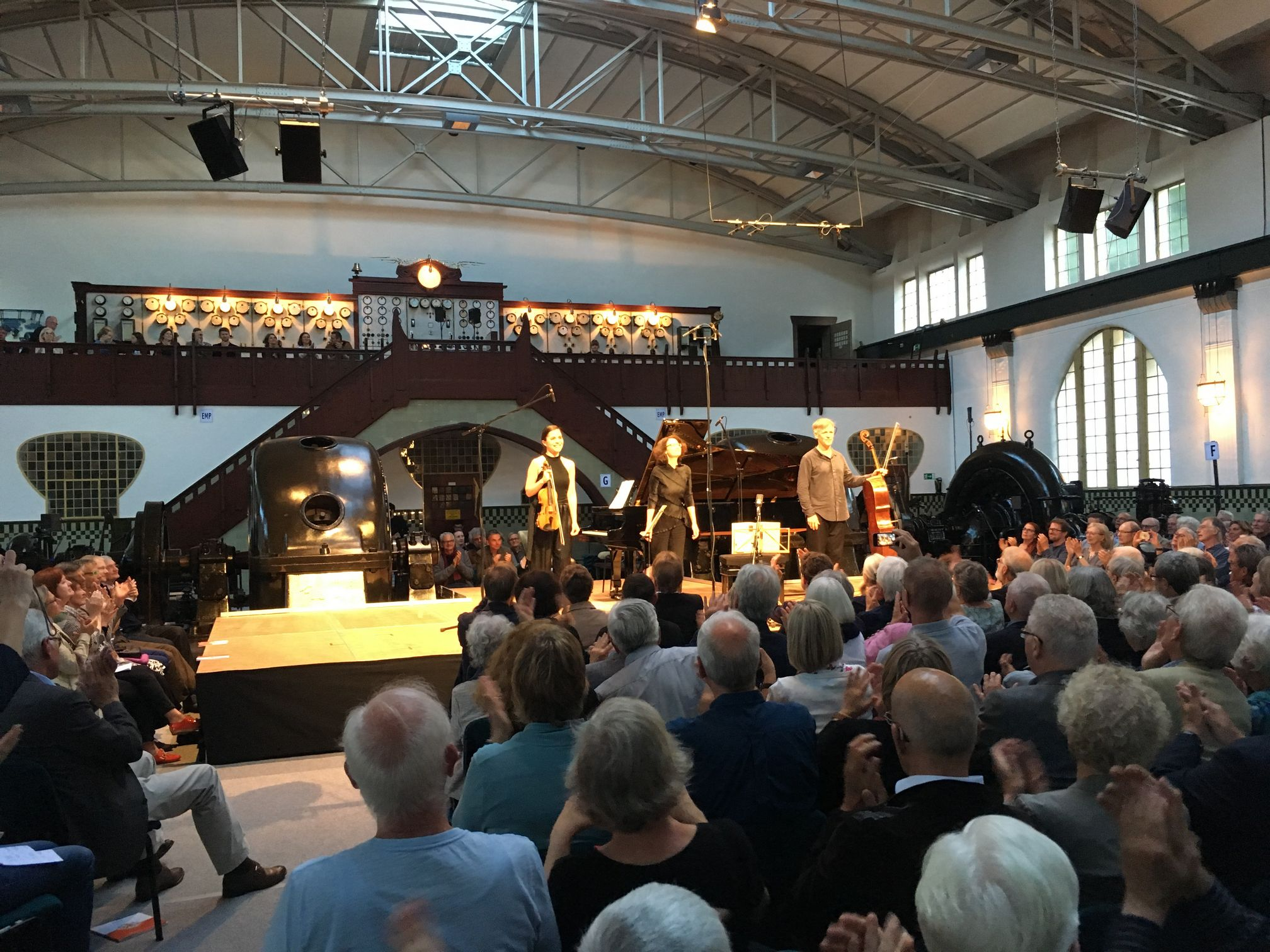
Bühne im Kraftwerk

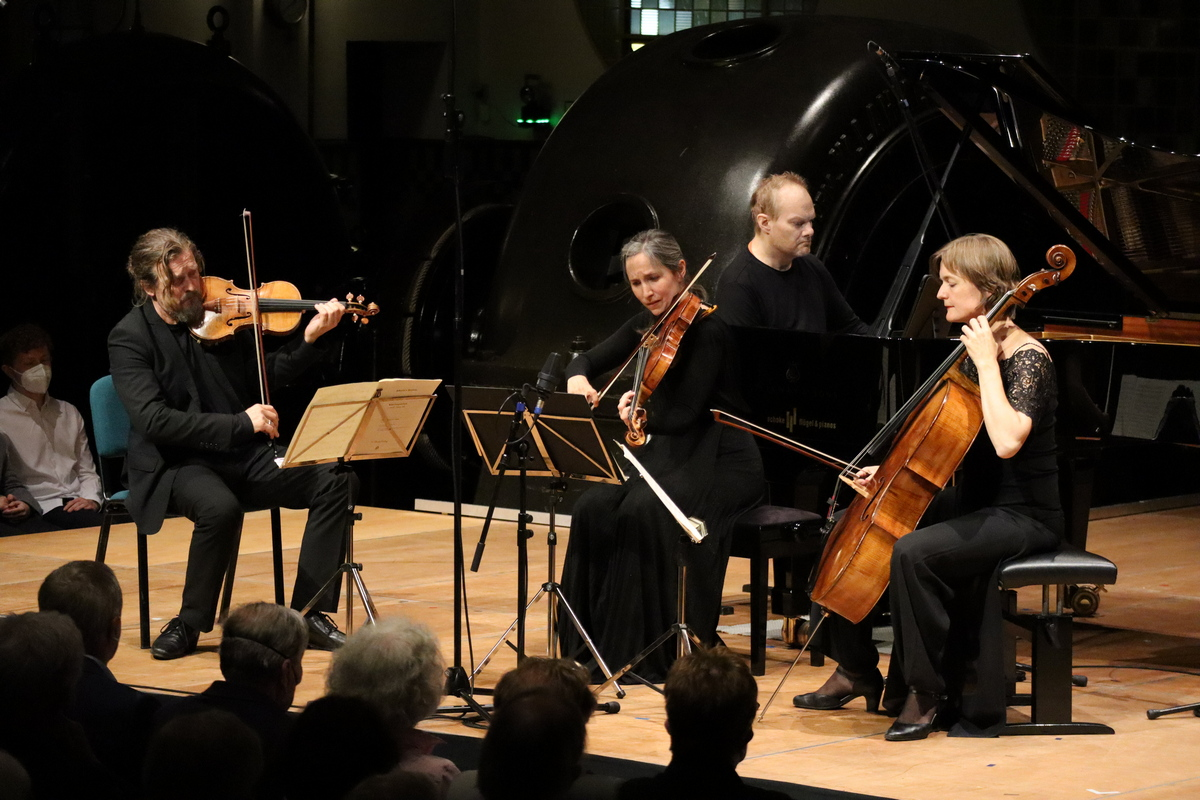
Letzter Auftritt von Lars Vogt bei SPANNUNGEN.

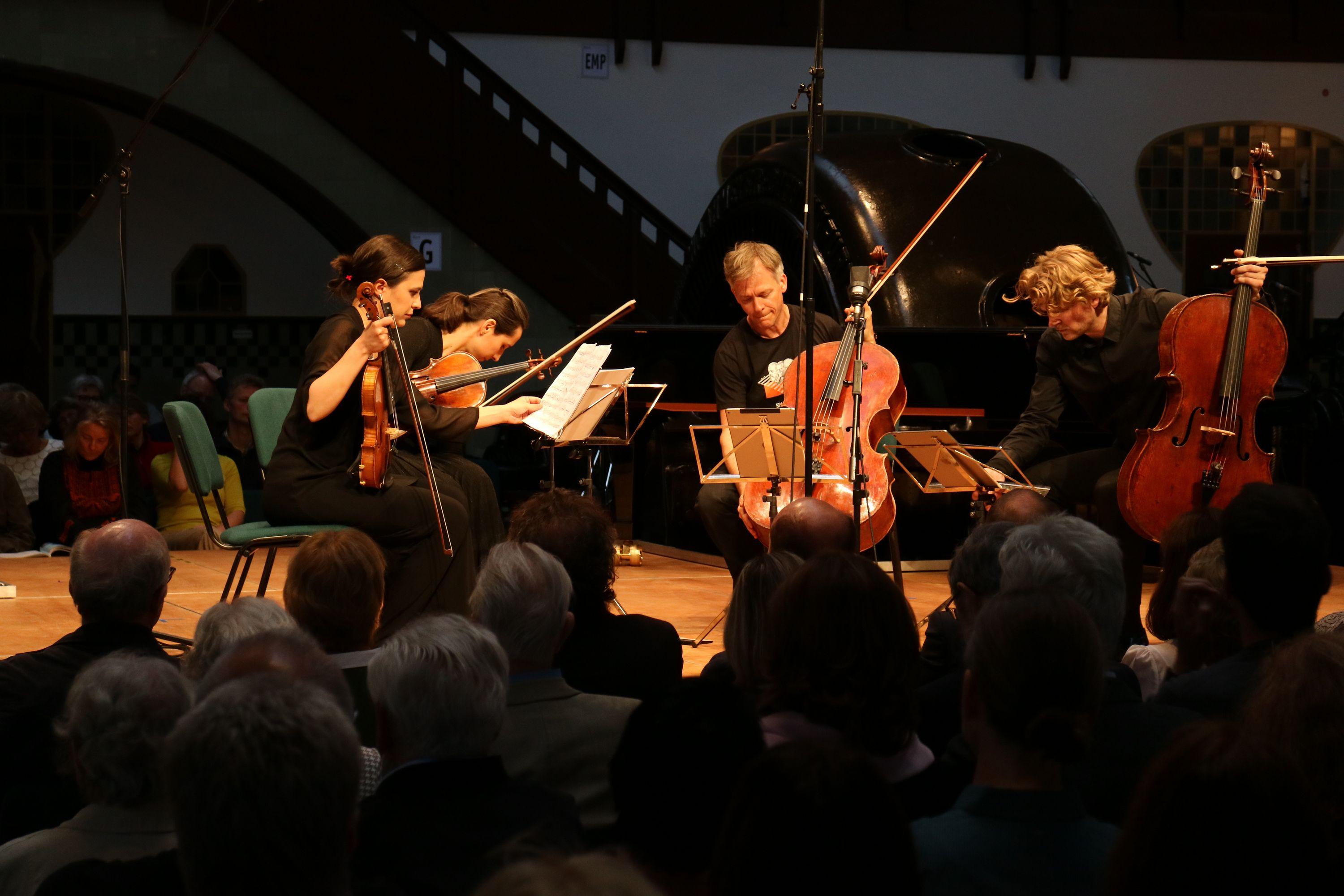
Streicher auf der Festivalbühne

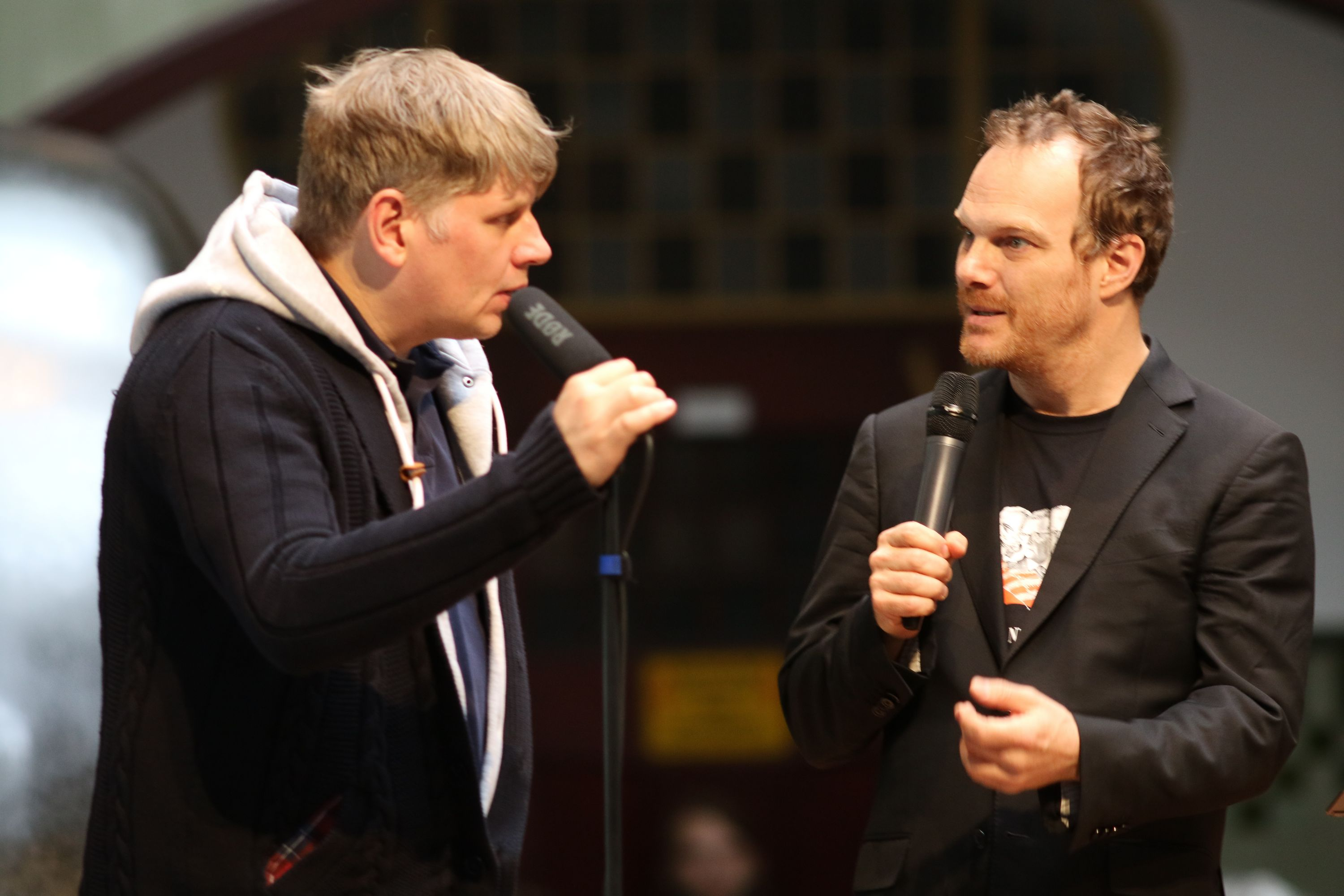
Sergej Newski im Gespräch mit Lars Vogt (2018)

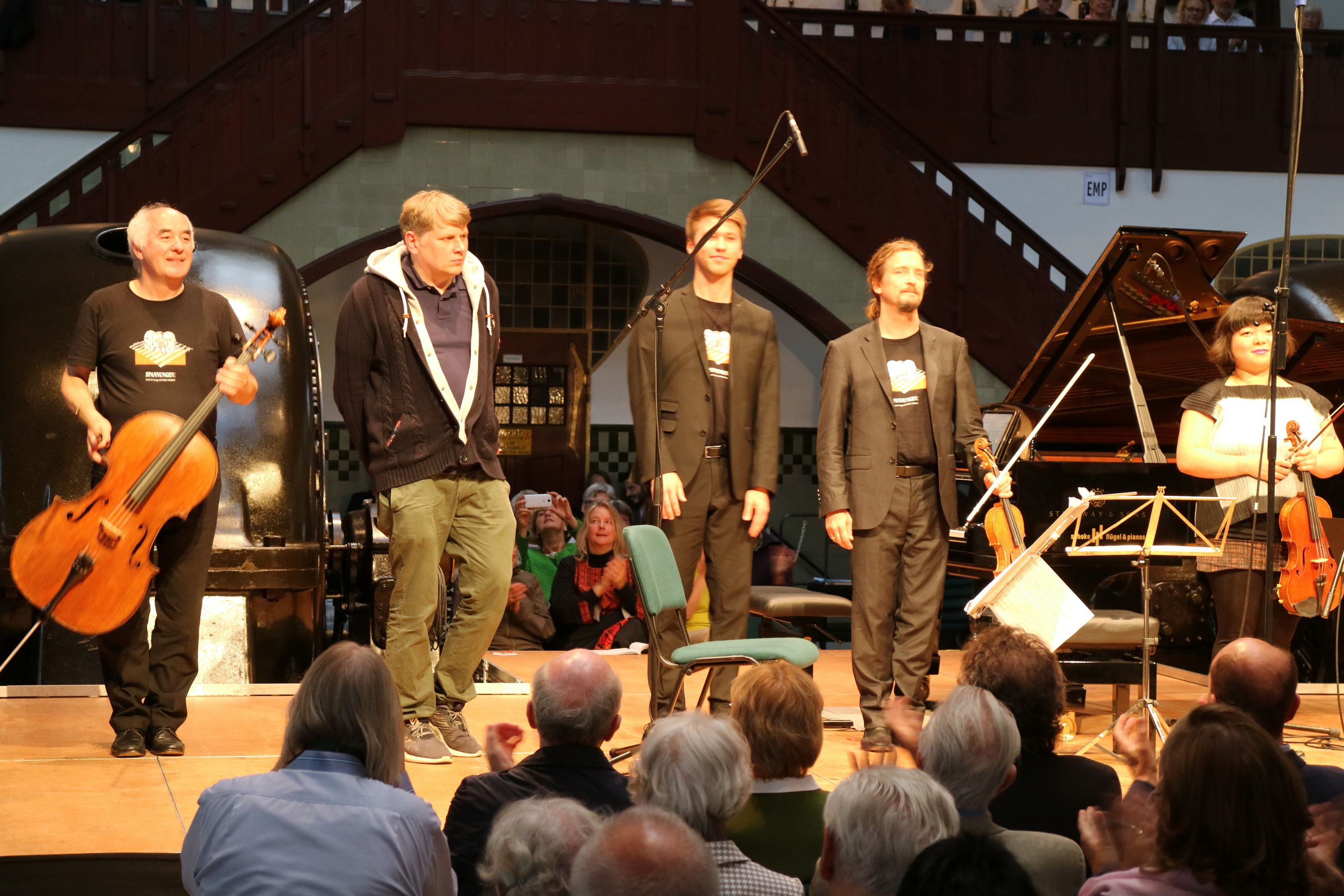
Applaus nach der Uraufführung des Stücks von Sergej Newski (2018)

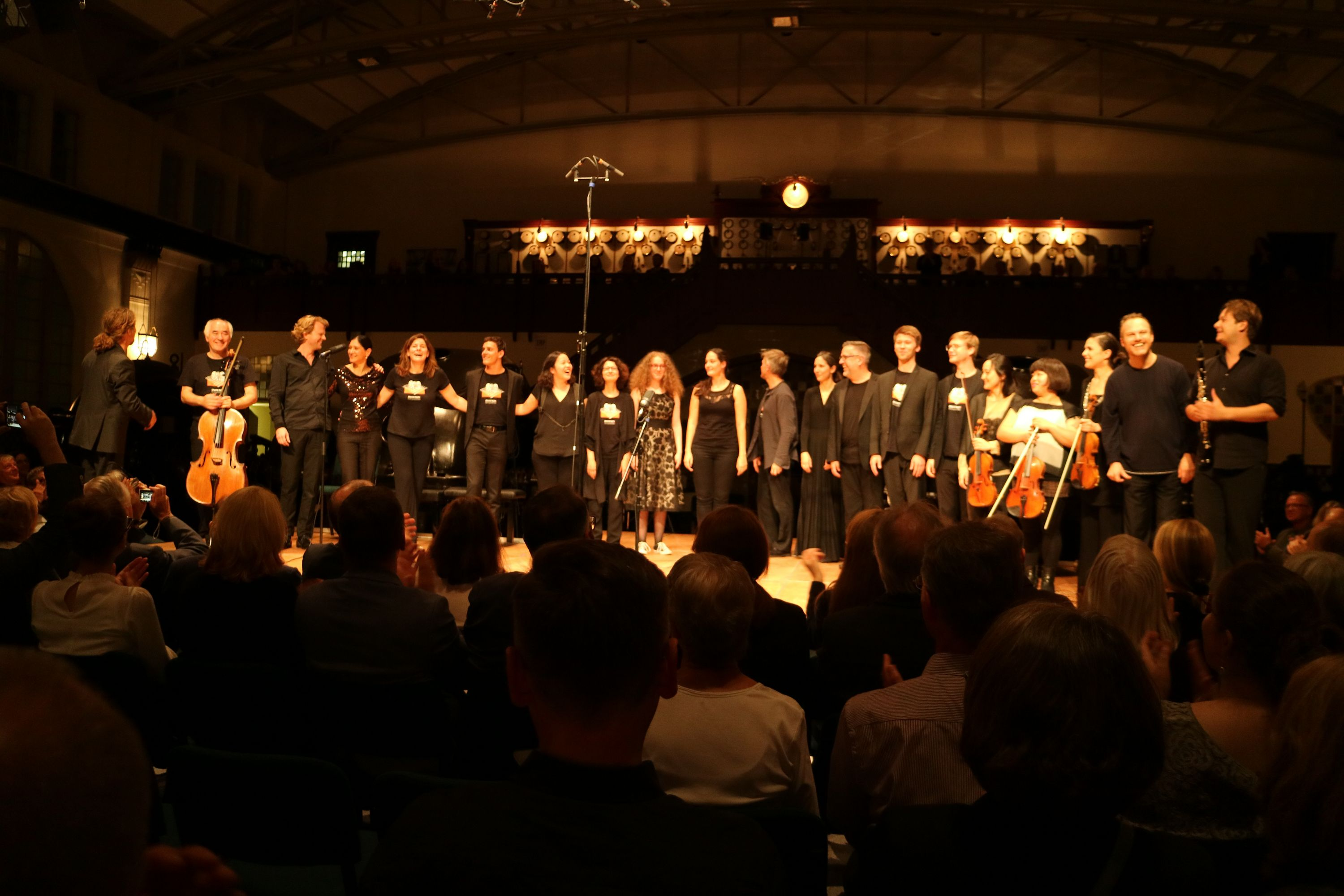
Schlussapplaus beim Zugabenkonzert (2018)

Das Festival Spannungen ist ein Festival für Kammermusik, welches jährlich für eine Woche im Jugendstil-Wasserkraftwerk Heimbach stattfindet.

## Gründung und Leitung
Das Kammermusikfestival wurde 1998 von dem aus Düren stammenden Pianisten Lars Vogt (1970–2022) gegründet, der es bis zu seinem Tod leitete. Träger des Festivals ist der Kunstförderverein Kreis Düren e. V.
Am 25. Juni 2023 verkündigte Christian Tetzlaff beim Abschlusskonzert des Festivals, dass er für die folgenden drei Jahre, als Nachfolger für den verstorbenen Lars Vogt, die künstlerische Leitung des Festivals übernehmen werde.

## Festivalteilnehmer
Lars Vogt lud sowohl etablierte internationale Künstler der Klassischen Musik als auch junge Musiker ein. Zur Stammbesetzung des Festivals gehören die Geschwister Christian und Tanja Tetzlaff, Sharon Kam, Antje Weithaas, Elisabeth Kufferath und Gustav Rivinius. Häufige Gäste sind u. a. Isabelle Faust, Florian Donderer, Alban Gerhardt, Tatjana Masurenko, Marie Luise Neunecker, Danae Dörken, Kiveli Dörken. Weitere bedeutende Gäste waren Daniel Harding, Daniel Hope, Heinrich Schiff und Jean-Guihen Queyras.

## Auftragskompositionen
Das Festival vergibt jedes Jahr Auftragskompositionen bzw. lädt einen Composer in Residence ein:
- 1998: Volker David Kirchner
- 1999: Daniel Börtz
- 2000: Johannes Harneit
- 2001: Matthias Pintscher
- 2002: Thomas Larcher
- 2003: Stuart MacRae
- 2004: Jörg Widmann
- 2005: Olga Neuwirth
- 2006: Brett Dean
- 2007: Manfred Trojahn
- 2008: Detlev Glanert
- 2009: Mark-Anthony Turnage
- 2010: Thomas Larcher
- 2011: Huw Watkins
- 2012: Thorsten Encke
- 2013: Kryštof Mařatka
- 2014: Tatjana Komarova
- 2015: Olli Mustonen
- 2016: Helen Grime
- 2017: Erkki-Sven Tüür
- 2018: Sergej Newski
- 2019: Éric Montalbetti
- 2022: Jan Müller-Wieland

## Stipendien
Den Musikernachwuchs fördert das Festival durch Stipendien. Zu den Geförderten gehörten:
- Jermolaj Albiker, Violine
- Danae Dörken, Klavier
- Kiveli Dörken, Klavier
- Veronika Eberle, Violine
- Alexej Gorlatch, Klavier
- Mario Häring, Klavier
- Anna Rita Hitay, Klavier
- Byol Kang, Violine
- Zeynep Hedye Köylüoglu, Fagott
- Wanzhen Li, Violine
- Kaoru Oe, Violine
- Hyeyoon Park, Geige
- Aaron Pilsan, Klavier
- Theo Plath, Fagott
- Timothy Ridout, Viola
- Rachel Skleničková, Klavier
- Kian Soltani, Violoncello
- Barbara Stegemann, Oboe
- Alexander Vorontsov, Klavier
- Amy Yule, Flöte
- Young Hwan Jung, Klavier
- Sindy Mohamed, Viola

## Medienpartner
Der Deutschlandfunk zeichnet die Konzerte seit Beginn des Festivals auf und sendet sie dann im Laufe des Jahres. Aufnahmen des Festivals erschienen bis 2010 bei EMI und danach bei CAvi.